# Warszawa Ochota WKD
Železniční zastávka Warszawa Ochota WKD slouží regionální dopravě ve Varšavě, Mazovském vojvodství.

## Obecný přehled
Železniční zastávka Warszawa Ochota WKD byla otevřena v roce 1963. Je obsluhována regionálními spoji dopravce Warszawska Kolej Dojazdowa, zkráceně WKD, který provozuje příměstskou osobní železniční dopravu na vlastní železniční síti spojující centrum Varšavy s obcemi Michałowice, Pruszków, Brwinów, Podkowa Leśna, Milanówek a Grodzisk Mazowiecki jihozápadně od Varšavy. V bezprostřední blízkosti této zastávky se nachází i železniční zastávka Warszawa Ochota (PKP), jejímž provozovatelem jsou PKP Polskie Linie Kolejowe. Nedaleko se také nachází železniční stanice Warszawa Główna Osobowa, kde sídlí i muzeum železniční techniky Muzeum Kolejnictwa w Warszawie.
| Linka | Směr                                                                                          | Interval   |
| ----- | --------------------------------------------------------------------------------------------- | ---------- |
|       | Warszawa Śródmieście WKD – Pruszków WKD – Podkowa Leśna Główna – Grodzisk Mazowiecki Radońska | 15/60 min. |
|       | Warszawa Śródmieście WKD – Pruszków WKD – Podkowa Leśna Główna – Milanówek Grudów             | 30/60 min. |

## Přehled počtu spojů
Přehled počtu spojů je pouze orientační
- Grodzisk Mazowiecki Radońska
  - 31 vlaků ve všední dny (kromě července a srpna)
  - 28 vlaků ve všední dny v červenci a srpnu
  - 22 vlaků o sobotách, nedělích a svátcích
- Komorów
  - 8 vlaků ve všední dny (kromě července a srpna)
- Milanówek Grudów
  - 16 vlaků ve všední dny
  - 15 vlaků o sobotách, nedělích a svátcích
- Podkowa Leśna Główna
  - 7 vlaků ve všední dny (kromě července a srpna)
  - 3 vlaky ve všední dny v červenci a srpnu
- Warszawa Śródmieście WKD
  - 63 vlaků ve všední dny (kromě července a srpna)
  - 48 vlaků ve všední dny v červenci a srpnu
  - 37 vlaků o sobotách, nedělích a svátcích

Celkový počet spojů, které obsluhuje stanice:
- 125 vlaků ve všední dny (kromě července a srpna)
- 95 vlaků ve všední dny v červenci a srpnu
- 74 vlaků o sobotách, nedělích a svátcích

## Železniční tratě
Železniční zastávkou Warszawa Ochota WKD prochází železniční tratě:
- 47 Warszawa Śródmieście WKD – Grodzisk Mazowiecki Radońska

## Návazná doprava
Železniční zastávku Warszawa Ochota WKD obsluhují také městské autobusy a to linky: 127, 130, 150, 157, 158, 159, 175, 501, 504, 512, 517, 521, N32, N35, N38, N43, N85, N88, N91. Také ji obsluhují tramvaje a to linky: 1, 7, 8, 9, 22, 24, 25 a T.